# Emmanuel Mayuka
Emmanuel Mayuka (Kabwe, 21 november 1990) is een Zambiaans voetballer die bij voorkeur als aanvaller speelt. Mayuka debuteerde in 2007 in het Zambiaans voetbalelftal, waarmee hij de African Cup of Nations 2012 won en de finale van de COSAFA Cup 2007 bereikte.
Mayuka begon bij Kabwe Warriors en speelde vervolgens voor Maccabi Tel Aviv, BSC Young Boys, Southampton, FC Sochaux. Hij tekende in januari 2016 een contract bij Al-Zamalek, dat hem overnam van FC Metz. In november 2017 ging hij naar Hapoel Ra'annana. In 2019 keerde hij terug in Zambia bij Green Buffaloes. Hij wisselde begin 2020 naar NAPSA Stars.

## Erelijst
| Afrika Cup | 1x | 2012 |